# Чиквелу, Рита
Рита Чиквелу (англ. Rita Chikwelu; род. 6 марта 1988, Асаба) — нигерийская футболистка, выступающая на позиции полузащитника. Игрок испанского клуба «Мадрид» и национальной сборной Нигерии.

## Карьера

### Клубная карьера
С 2006 по 2009 годы выступала за финский клуб «Юнайтед Пиетарсаари» с Аландских островов. В 2009 году её клуб стал чемпионом, а сама Чиквелу завоевала титул лучшего бомбардира чемпионата с 32 голами в 22 матчах (по другим данным, 22 гола в 20 матчах). Это не осталось незамеченным, и Чиквелу была приобретена одним из лидеров европейского женского футбола клубом «Умео» из Швеции. Здесь она была переведена на позицию полузащитника и стала одним из основных игроков команды.
В начале сезона 2013 года после серьёзной травмы Эммы Берглунд была назначена капитаном «Умео».
В ноябре 2016 года подписала двухлетний контракт с «Кристианстадом». Всего в этом клубе провела 3 сезона.
В начале 2020 года перешла в «Мадрид».

### Сборная
В составе молодёжной команды (девушки до 20 лет) приняла участие в трёх чемпионатах мира: в 2004, 2006 и 2008 годах. В 2008 году была лидером команды, выведя её в четвертьфинал, где нигерийцы в упорной борьбе уступили француженкам. По результатам чемпионата Чиквелу была названа одной из самых перспективных футболисток мира.
Также в 2008 году Рита Чиквелу выступила на Олимпийских играх в Пекине. Сборная Нигерия, однако, потерпела три поражения в трёх матчах группового турнира и досрочно завершила борьбу. В том же году нигерийки завоевали бронзовые медали Кубка африканских наций, а спустя два года стали чемпионами континента.
В основной сборной страны Чиквелу дебютировала в 2007 году в квалификационном турнире на чемпионат мира 2007. Сборная Нигерии удачно прошла квалификацию, однако на самом турнире, проходившем в Китае, сыграв вничью со сборной Швеции, уступила Южной Корее и США, не выйдя из группы.
В 2011 году Чиквелу приняла участие в чемпионате мира в Германии. На нём представительницы Нигерии не смогли выйти из группы, уступив сильным сборным Франции и Германии и обыграв канадок. В 2012 году Рита также участвовала в Кубке африканских наций в Экваториальной Гвинее, где нигерийки заняли 4-е место.
В 2018 году стала чемпионкой Африки, сыграв на турнире 5 матчей и забив один гол. В 2019 году принимала участие в чемпионате мира (3 матча).

## Достижения
Нигерия
- Победительница Кубка африканских наций: 2010, 2016, 2018
- Бронзовый призёр Кубка африканских наций: 2008